# Džaoling
Džaoling (kitajsko 昭陵, pinjin Zhāolíng) je mavzolej cesarja Tajdzonga iz dinastije Tang (vladal (599–649). 
Mavzolej se nahaja na gori Džjudzong v Šaanšiju, Kitajska, in je največji mavzolej dinastije Tang. Ob cesarjevem mavzoleju je še 200 spremljajočih grobnic. 
Slavni kamniti reliefi Šest konj mavzoleja Džao so zdaj na ogled v muzeju Gozd stel v Šjanu (4 konji) in muzeju Univerze v Pennsylvaniji, ZDA (2 konja). Reliefe je verjetno zasnoval dvorni slikar in upravitelj Jan Liben, za katerega je znano, da je izdelal tudi druga dela za mavzolej in morda zasnoval celoten mavzolej.
Načrtovanje se je začelo leta 636 po smrti cesarice Džangsun, ki je zahtevala preprost pokop.

## Sklica
1. 1 2  Max Loehr. The Great Painters of China. 1980. Phaidon Press, str. 33. ISBN 0714820083